# Небезпечно жити на Лейкв'ю
«Небезпечно жити на Лейкв'ю» (англ. Lakeview Terrace, буквально укр. Тераса Лейкв'ю, також «Ласкаво просимо до Лейкв'ю») — американський кримінально-драматичний трилер режисера Ніла ЛаБута, що вийшов 2008 року. У головних ролях Семюел Л. Джексон, Патрік Вілсон і Керрі Вашингтон. Стрічку знято на основі історії Девіда Лагері.
Сценаристами були Девід Лагері і Говард Кордер, продюсерами — Джеймс Лассітер і Вілл Сміт. Вперше фільм продемонстрували 15 вересня 2008 року у Нью-Йорку, США. В Україні у кінопрокаті фільм не демонструвався.

## Сюжет
Ейбл Тернер, поліцейський другого класу у відділку Лос-Анджелеса, разом зі своїми двома дітьми проживає у власному будинку на Лейкв'ю. Одного звичайного дня, після того як діти пішли до школи, у сусідній дім заїжджає молода пара: Кріс та ЛІза Меттсони. Це перший їхній дім — все тільки починається. Але вони стикаються з відвертою агресією свого сусіда, що не любить міжрасових шлюбів.

## У ролях
| Актор             | Персонаж                                | Роль                                  |
| ----------------- | --------------------------------------- | ------------------------------------- |
| Семюел Л. Джексон | Ейбл Тернер англ. Abel Turner           | офіцер поліції                        |
| Патрік Вілсон     | Кріс Меттсон англ. Chris Mattson        | менеджер в одній з торговельних мереж |
| Керрі Вашингтон   | Ліза Меттсон англ. Lisa Mattson         | дружина Кріса                         |
| Джейсон Фішер     | Маркус Тернер англ. Marcus Turner       | син Ейбла                             |
| Реджіна Негі      | Селія Тернер англ. Celia Turner         | донька Ейбла                          |
| Джей Ернандес     | Хав'єр Вілляаеал англ. Javier Villareal | напарник Ейбла                        |

## Сприйняття

### Критика
Фільм отримав змішано-негативні відгуки: Rotten Tomatoes дав оцінку 45% на основі 161 відгуку від критиків (середня оцінка 5,5/10) і 39% від глядачів із середньою оцінкою 3,1/5 (138,580 голосів). Загалом на сайті фільми має негативний рейтинг, фільму зарахований «гнилий помідор» від кінокритиків і «попкорн» від глядачів, Internet Movie Database — 6,2/10 (35 668 голосів), Metacritic — 47/100 (29 відгуків критиків) і 4,7/10 від глядачів (102 голоси). Загалом на цьому ресурсі від критиків і від глядачів фільм отримав негативні відгуки.

### Касові збори
Під час показу у США, що розпочався 19 вересня 2008 року, протягом першого тижня фільм був показаний у 2,464 кінотеатрах і зібрав 15,004,672 $, що на той час дозволило йому зайняти 1 місце серед усіх прем'єр. Показ фільму протривав 49 днів (7 тижнів) і завершився 2 листопада 2008 року. За цей час фільм зібрав у прокаті у США 39,263,506  доларів США, а у решті світу 5,390,131 $ (за іншими даними 5,400,000 $), тобто загалом 44,653,637 $ (за іншими даними 44,663,506 $) при бюджеті 20 млн $.

### Нагороди і номінації[10]
| Рік  | Нагорода   | Категорія       | Номінант          | Результат |
| ---- | ---------- | --------------- | ----------------- | --------- |
| 2009 | BET Awards | Найкращий актор | Семюел Л. Джексон | Номінація |

### Виноски
1. 1 2 3  Lakeview Terrace: Release Info (англ.). Internet Movie Database. Процитовано 18 вересня 2014.
2. 1 2 3 4  Lakeview Terrace (англ.). The Numbers. Процитовано 18 вересня 2014.
3. 1 2 3  Lakeview Terrace (англ.). Box Office Mojo. Процитовано 18 вересня 2014.
4. 1 2  Lakeview Terrace (англ.). Internet Movie Database. Процитовано 18 вересня 2014.
5. ↑  Lakeview Terrace (англ.). AllMovie. Процитовано 18 вересня 2014.
6. 1 2  Lakeview Terrace: Full Cast & Crew (англ.). Internet Movie Database. Процитовано 18 вересня 2014.
7. ↑  Добро пожаловать в Лэйквью!. Премьеры (рос.). КиноПоиск. Процитовано 18 вересня 2014.
8. ↑  Lakeview Terrace (англ.). Rotten Tomatoes. Процитовано 18 вересня 2014.
9. ↑  Lakeview Terrace (англ.). Metacritic. Процитовано 18 вересня 2014.
10. ↑  Lakeview Terrace: Awards (англ.). Internet Movie Database. Процитовано 18 вересня 2014.